# No Diggity
Singles de Blackstreet
Tonight's the Night
(1995) (Money Can't) Buy Me Love
(1997)
No Diggity (« Pas de doute ») est une chanson interprétée par le groupe Blackstreet, en featuring Dr. Dre, Ralphael Harrison et Queen Pen. Elle est écrite par Andre Young, Chauncey Hannibal, Teddy Riley, William Stewart, Lynise Walters, Richard Vick et Bill Withers. C'est un single issu de l'album Another Level (1996).
La chanson a atteint la 1re place du Billboard Hot 100.
En 1998, elle remporte le Grammy Award de la meilleure prestation R&B par un duo ou un groupe avec chant.

## Composition
La chanson se base sur un sample de Grandma's Hands de Bill Withers.

## Dans la culture populaire
On peut l'entendre dans le film d'animation Ninja Turtles: Teenage Years (2023).